# Бага
Бага (фр. Bagas) насеље је и општина у југозападној Француској у региону Аквитанија, у департману Жиронда која припада префектури Лангон.
По подацима из 2011. године у општини је живело 287 становника, а густина насељености је износила 79,06 становника/km². Општина се простире на површини од 3,63 km². Налази се на средњој надморској висини од 30 метара (максималној 86 m, а минималној 11 m).

## Демографија
| 1962. | 1968. | 1975. | 1982. | 1990. | 1999. | 2011. |
| ----- | ----- | ----- | ----- | ----- | ----- | ----- |
| 198   | 200   | 197   | 158   | 144   | 173   | 287   |

График промене броја становника у току последњих година